# Falkenturmstraße
Die Falkenturmstraße in München liegt in der Altstadt und verläuft von der Maximilianstraße zum kleinen Platz „Am Kosttor“.

## Geschichte
Der Falkenturm war ein Turm in der zweiten Stadtmauer Münchens. Der Standort des Falkenturms lag in der Nähe der heutigen Maximilianstraße, gegenüber dem heutigen Nationaltheater. Am Falkenturm wurde der Pfisterbach mit einer Trogbrücke über den Stadtgraben hinweg aus der Stadt hinausgeführt. Die Falkenturmstraße beginnt etwa an dieser Stelle, nachdem der Pfisterbach – wie die Sparkassenstraße – überwölbt worden ist. Der Falkenturm wurde 1470 erstmals urkundlich als „Valckner Turm“ erwähnt, als er von Herzog Siegmund seinem jüngeren Bruder und Nachfolger Herzog Albrecht IV. übertragen wurde. Sein Name rührt daher, dass in ihm zeitweise Utensilien zur Falkenjagd und -dressur aufbewahrt wurden. Seit etwa 1500 diente der Turm als herzogliches Gefängnis für Mitglieder der höheren Stände. Er blieb ein Gefängnis bis 1826, als die Angerfronfeste am Unteranger erbaut wurde und diese Funktion übernahm. Die Alte Münze grenzt mit ihrer Ostseite an die Falkenturmstraße.

## Lage
Die Falkenturmstraße beginnt an der Maximilianstraße, verläuft nach Südwesten und biegt kurz danach um 90° nach Südosten zum kleinen Platz „Am Kosttor“ ab, wo an der Abzweigung in südwestlicher Richtung eine Fußgängerzone zur Sparkassenstraße verläuft. Am Ende der Falkenturmstraße zweigt der Platzl nach Südwesten als Fußgängerzone ab. Nach Überquerung des „Am Kosttor“ schließt die Neuturmstraße Richtung Süden an. 

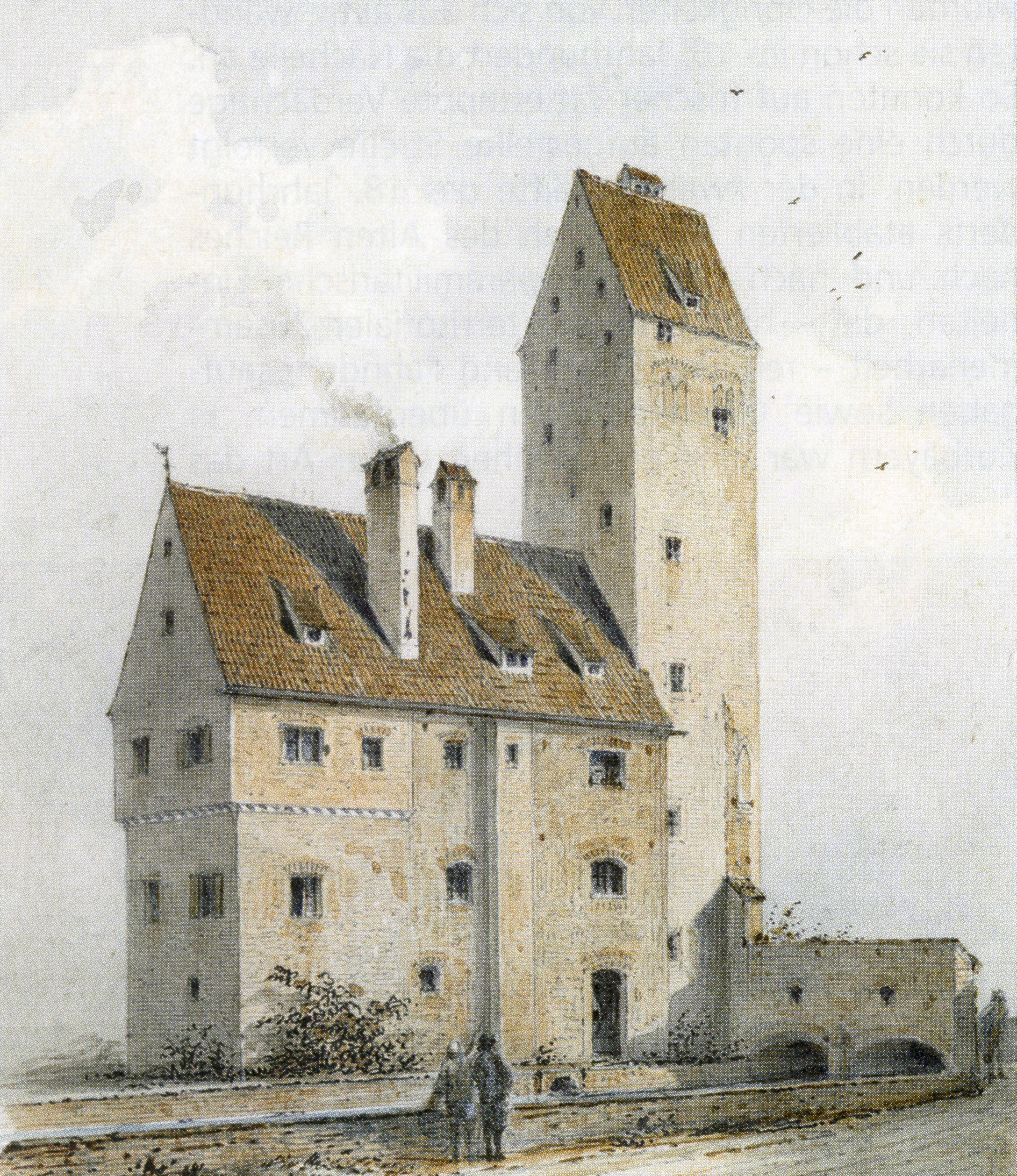
Falkenturm
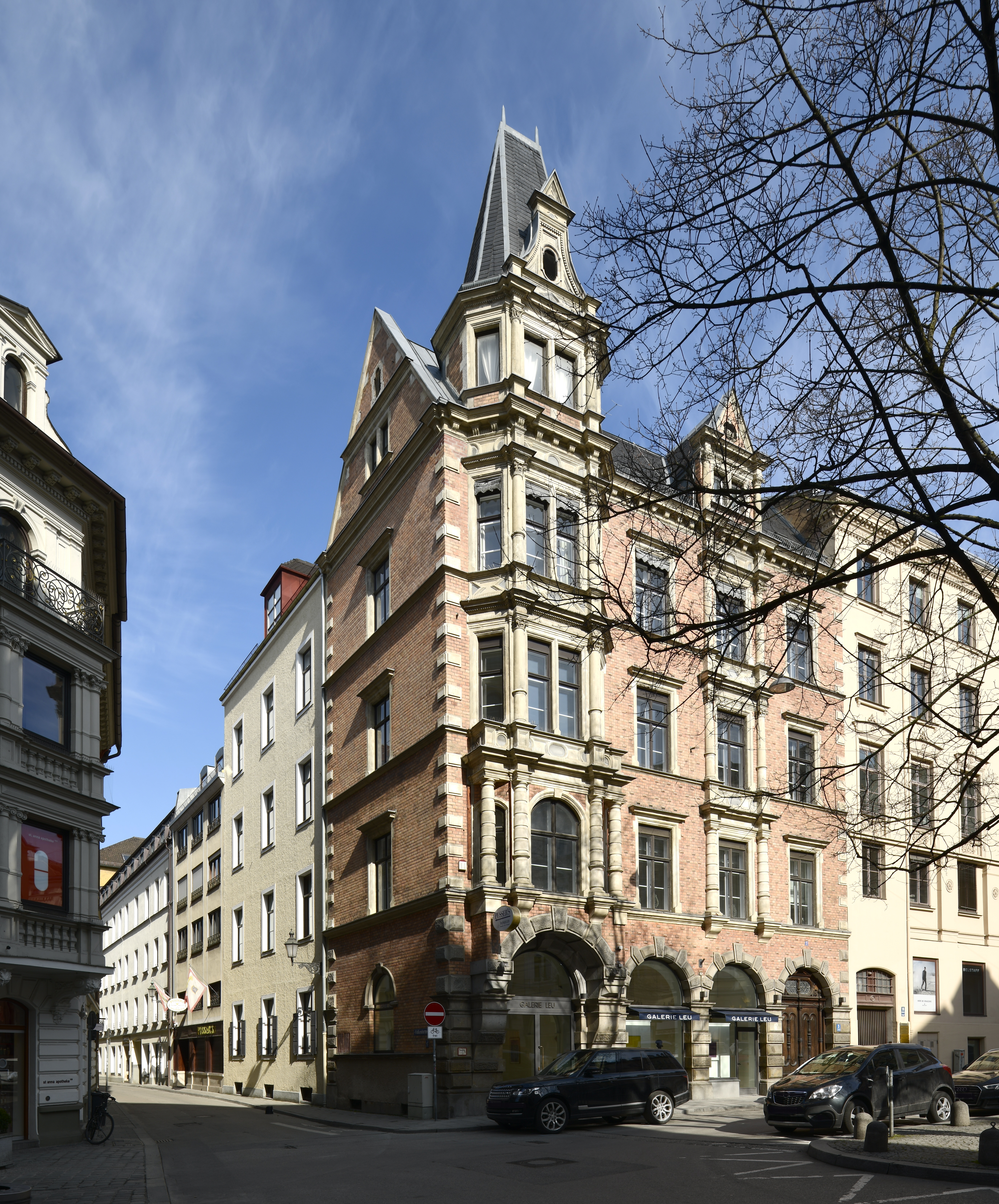
Kosttor 3, Fassadenansicht Falkenturmstraße Ecke Kosttor. Von dem Architekten Georg von Hauberrisser entworfen für den Kaufmann Friedrich Hayler
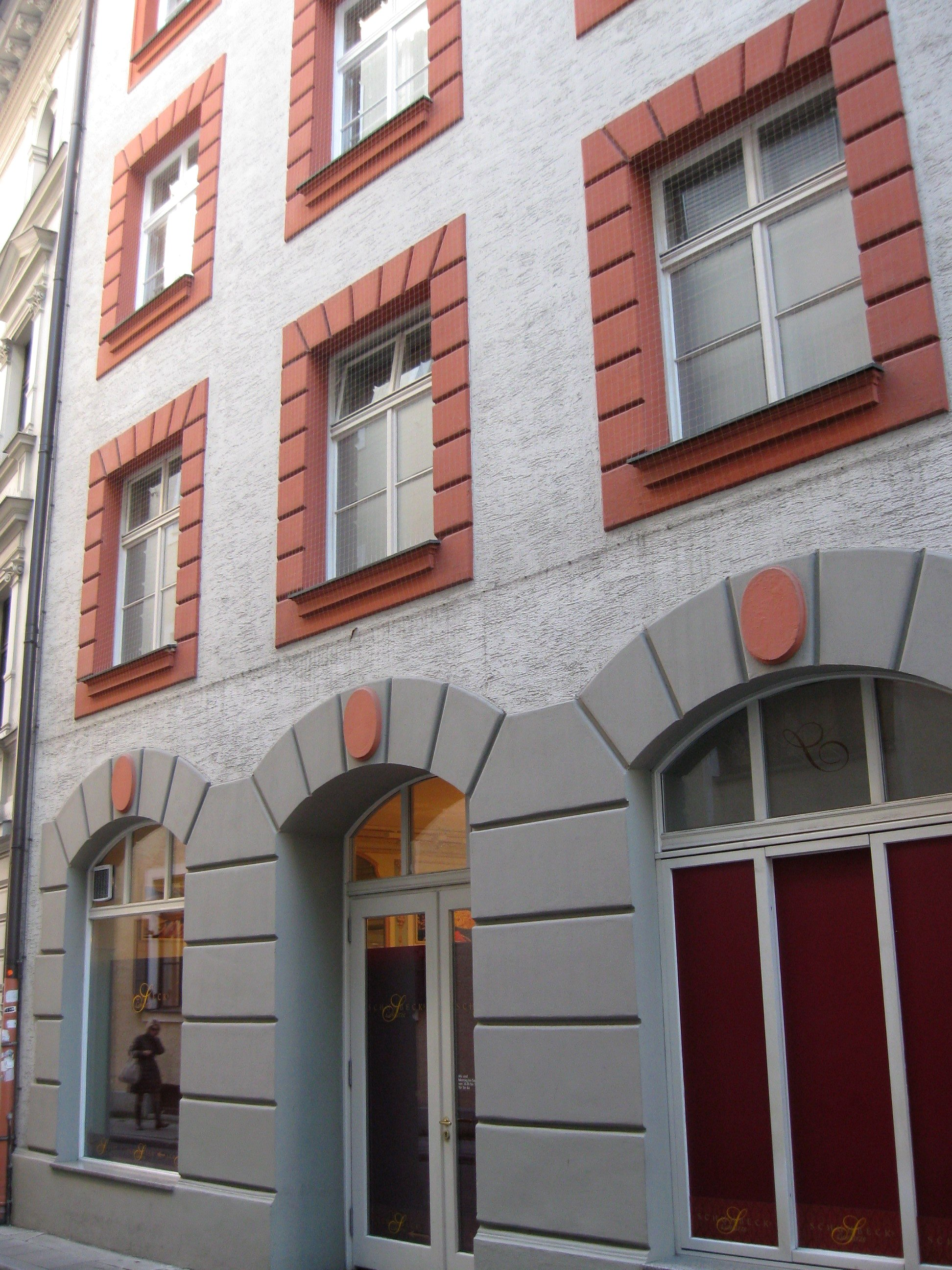
Falkenturmstr. 12, Wohnhaus, von 1899, Rückgebäude von Platzl 4, 4a (Orlandohaus)
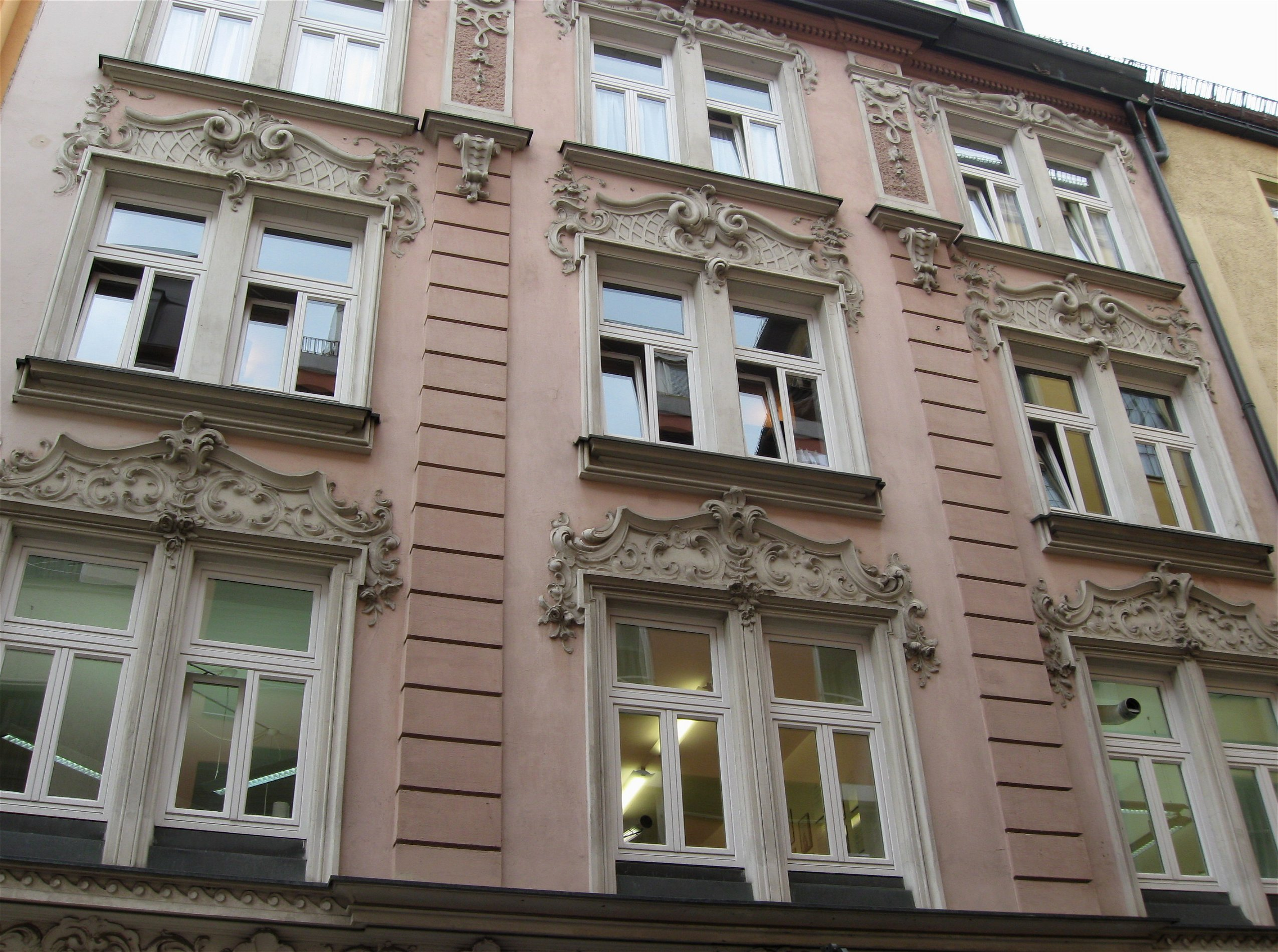
Falkenturmstraße 8; Mietshaus, Neurokoko, reich stuckiert, 1894 von Ernst Dressler
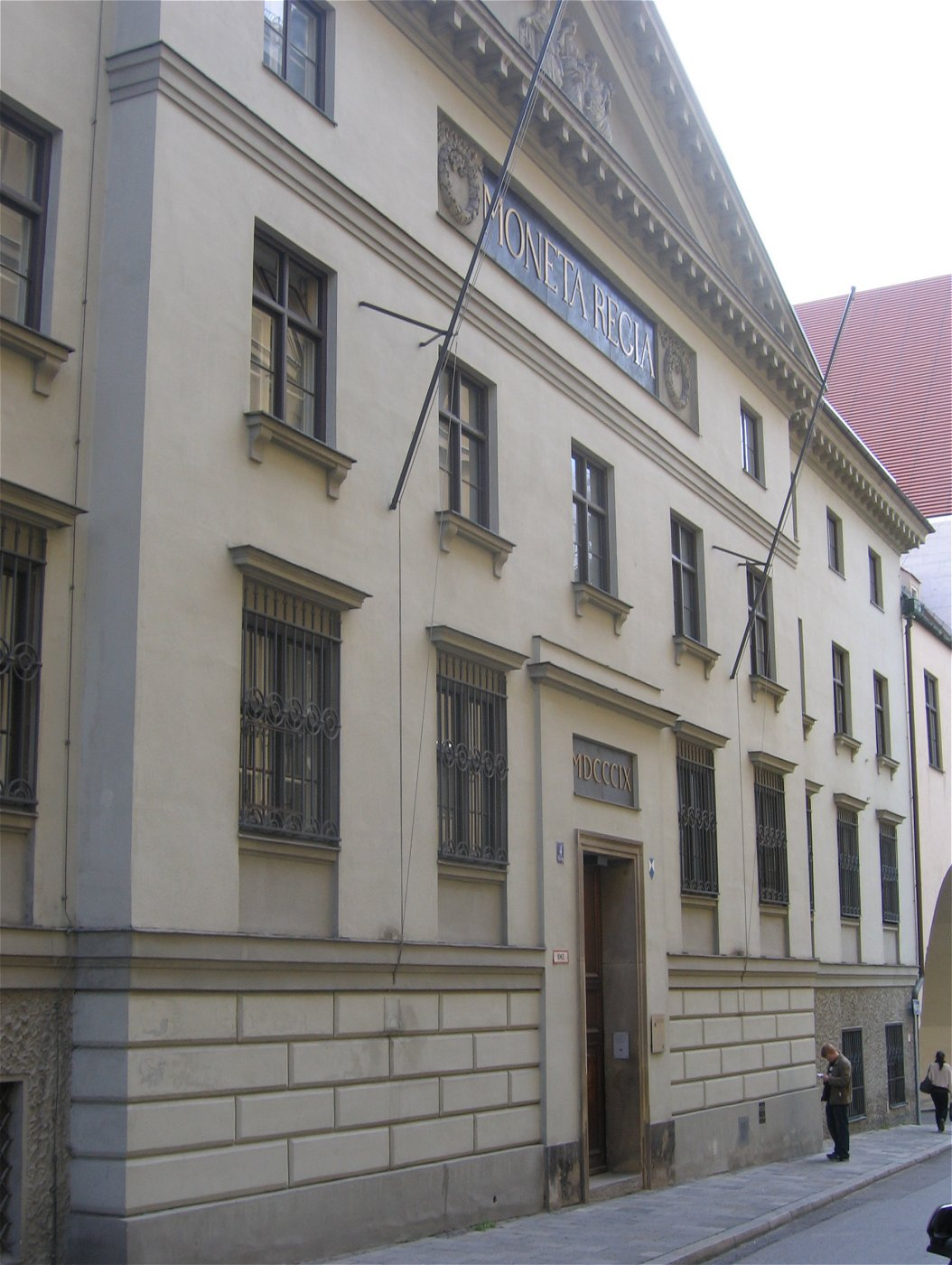
Alte Münze
Blick auf die Fassaden entlang der Straße am Abzweig zur Sparkassenstraße.